# Eerste feministische golf in Nederland
De eerste feministische golf in Nederland was een periode van vrouwenemancipatie in Nederland van ongeveer 1870 tot 1920 die onderdeel uitmaakte van de eerste feministische golf in de westerse landen. Vrouwen en vrouwenorganisaties zoals Arbeid adelt (1871), Tesselschade (1872) en de Vereeniging voor Vrouwenkiesrecht (1894) zetten zich in voor de vrouwenemancipatie. Tijdens deze eerste feministische golf waren de activiteiten hoofdzakelijk gericht op het verwerven van vrouwenkiesrecht, het verkrijgen van toelating tot (universitair) onderwijs en betaald werk.
De eerste feministische golf werd gehinderd door het fatsoen, dat vrouwen, meer dan mannen, maatschappelijk op hun plaats hield, en door opvattingen in kerkelijke kringen over de rol van de vrouw, en in de psychologie, waar de theorieën ook uitgingen van een traditioneel vrouwbeeld. De eerste golf werd tussen 1960 en 1985 gevolgd door de tweede feministische golf en midden jaren negentig van de twintigste eeuw door de derde feministische golf.

## Scholing en arbeid
Aletta Jacobs wordt vaak gezien als de belangrijkste voorvechtster voor gelijke vrouwenrechten tijdens de eerste feministische golf. Zij was de eerste Nederlandse vrouw die afstudeerde. Na haar studie aan de Rijksuniversiteit Groningen werd ze in 1879 de eerste vrouwelijke arts in Nederland.
In 1898 werd de Nationale Tentoonstelling van Vrouwenarbeid 1898 in Den Haag georganiseerd. De organisatie wilde de arbeid door vrouwen bevorderen door inzichtelijk te maken welke producten zij maakten en wat hun arbeidsomstandigheden waren. De tentoonstelling trok in een half jaar tijd 100.000 bezoekers.

## Kiesrecht

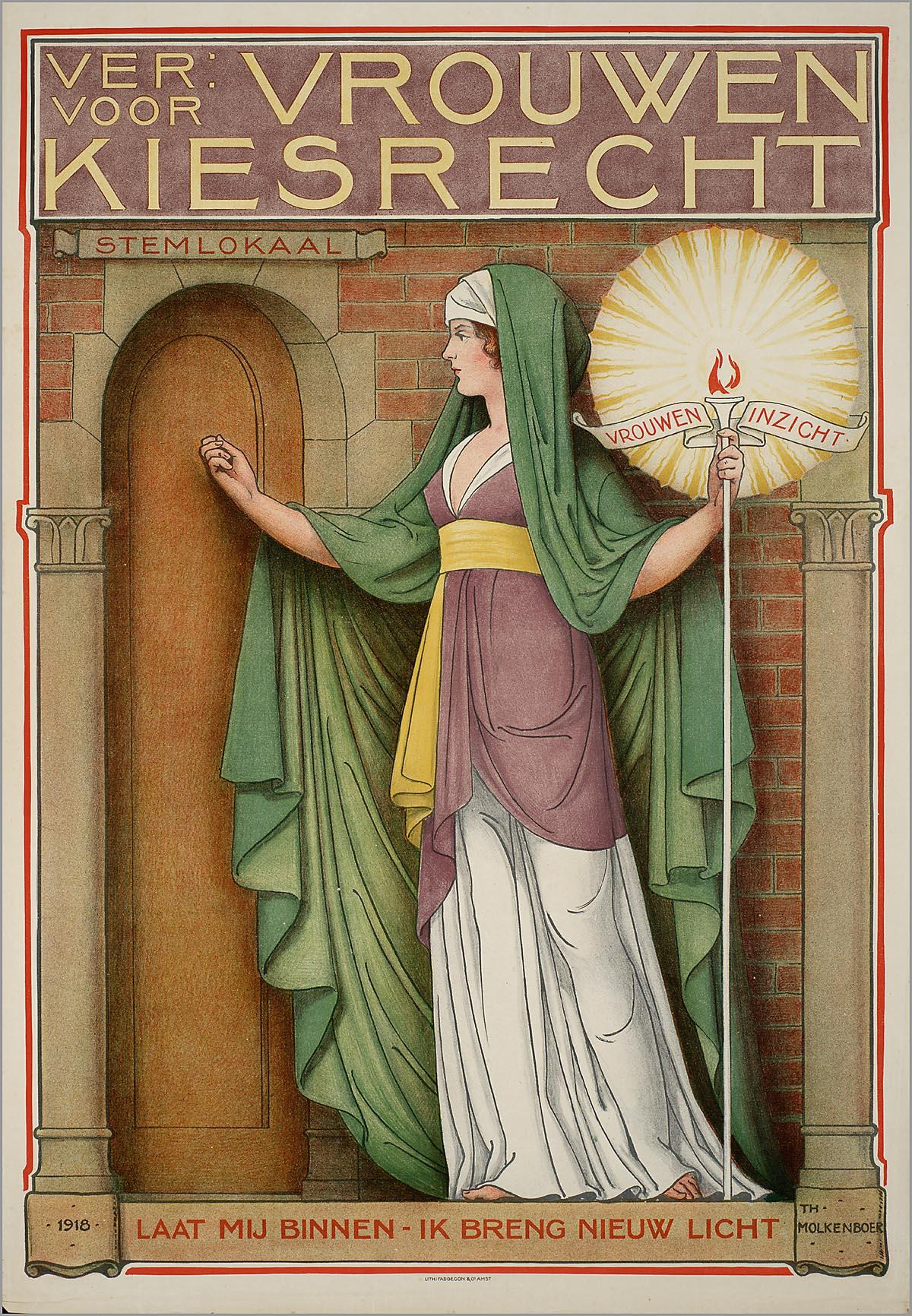
Affiche van de Nederlandse Vereeniging voor Vrouwenkiesrecht die het vrouwenkiesrecht propageert.

In 1883 eiste Jacobs het kiesrecht, aangezien zij aan de wettelijke bepalingen en belastingverplichtingen voldeed, maar dit werd haar zelfs door de Hoge Raad geweigerd. 
Wilhelmina Drucker richtte in 1889 met vrouwen uit de kringen van de politieke partij de Sociaal-Democratische Bond de Vrije Vrouwen Vereeniging (VVV) op. Uit deze organisatie ontwikkelde zich in 1894 de (politiek neutrale) Vereeniging voor Vrouwenkiesrecht. Op het congres van de Tweede Internationale (Brussel) diende Drucker een resolutie in waarin socialistische partijen werden opgeroepen te streven naar volledige juridische en politieke gelijkheid van mannen en vrouwen. De resolutie werd door het congres aanvaard.  
Pas in 1917 konden vrouwen daadwerkelijk tot volksvertegenwoordiger worden gekozen (passief kiesrecht) en twee jaar later, in 1919, kregen alle Nederlandse vrouwen boven de 23 jaar ook het actief kiesrecht. In 1919 werd Suze Groeneweg voor de SDAP als eerste vrouwelijke Nederlandse politicus in de Tweede Kamer verkozen. 
De strijd om het vrouwenkiesrecht in Nederland onderscheidde zich van met name Engeland door een gebrek aan gewelddadige protesten of het anderszins organiseren van opstootjes. De houding van Nederlandse feministen ten opzichte van Engelse suffragettes was bij sommigen redelijk positief en bij anderen negatief. De critici van de suffragettes zagen hun militante feminisme als iets fundamenteel on-Hollands; als afsplitsing van de Vereniging voor Vrouwenkiesrecht ontstond bijvoorbeeld de Nederlandsche Bond voor Vrouwenkiesrecht die gewelddadige middelen expliciet veroordeelde en de nadruk legde op het verschil tussen Nederlands feminisme en buitenlands feminisme. De Nederlandse feministen die positiever tegenover de suffragettes stonden (onder wie Aletta Jacobs) vonden het zelf weliswaar niet nodig tot extremere actievoering over te gaan, maar toonden wel solidariteit met de situatie in Engeland, veroordeelden de acties niet en/of zeiden niet terug te deinzen voor extremer middelen wanneer het nodig zou zijn.

## Enkele Nederlandse feministen actief tijdens de Eerste Golf
- Christine Bakker-van Bosse
- Emmy Belinfante
- Mia Boissevain
- Jeltje de Bosch Kemper
- Lizzy van Dorp
- Wilhelmina Drucker
- Louise van Eeghen
- Dora Haver
- Mien van Itallie-van Embden
- Aletta Jacobs
- Mina Kruseman
- Rosa Manus
- Helena Mercier
- Johanna Naber
- Betsy Perk
- Willemijn Posthumus--van der Goot
- Maria Rutgers-Hoitsema
- Cato Vernée-Schuitemaker
- Annette Versluys-Poelman
- Clara Wichmann

## Enkele organisaties opgericht rondom de Eerste Golf
- Vereeniging voor Vrouwenkiesrecht (1894)
- Groningse Vrouwenbond (1894)
- Vereeniging tot Verbetering van den Maatschappelijken en den Rechtstoestand der vrouw in Nederland (1894)
- Nederlandsche Bond voor Vrouwenkiesrecht (1907)
- Vrouwenbank (1928)
- Tesselschade-Arbeid Adelt (1871)
- Nederlandse Unie voor Vrouwenbelangen (1920)
- Nationale Vereniging voor Vrouwenarbeid (1901)
- Onderlinge Vrouwenbescherming (1897)